# Womochel Peaks
Womochel Peaks är en bergstopp i Antarktis. Den ligger i Östantarktis. Nya Zeeland gör anspråk på området. Toppen på Womochel Peaks är 1 929 meter över havet, eller 29 meter över den omgivande terrängen. Bredden vid basen är 3,4 km.
Terrängen runt Womochel Peaks är platt söderut, men norrut är den kuperad. Trakten är obefolkad. Det finns inga samhällen i närheten. 